# Jürgen Ritsert
Jürgen Ritsert (* 7. Juli 1935 in Frankfurt am Main) ist ein deutscher Soziologe.
Jürgen Ritsert absolvierte nach dem Abitur von 1956 bis 1958 eine kaufmännische Lehre. Anschließend studierte er Soziologie an der Johann Wolfgang Goethe-Universität Frankfurt am Main. 1963 schloss er das Studium als Diplomsoziologe ab. In den Jahren 1963 bis 1966 war er an der Freien Universität Berlin als Assistent von Ludwig von Friedeburg tätig. Mit der Dissertation Handlungstheorie und Freiheitsantinomie wurde er dort 1966 promoviert. Ab 1966 war Ritsert als Akademischer Rat in Frankfurt tätig. Von 1971 bis zu seiner Emeritierung im Jahr 2000 lehrte er als Professor für Soziologie an der Universität Frankfurt am Main.
Seine Forschungsschwerpunkte sind die Sozialphilosophie, die Gesellschaftstheorie, die Logik der Sozialwissenschaften und die Methoden der Sozialwissenschaften.

## Schriften (Auswahl)
- Philosophie, Erkenntnistheorie und die Grundlagen der Soziologie. Beltz Juventa, Weinheim 2022, ISBN 978-3-7799-7142-9.
- Wissen, Wahrheit und das falsche Bewusstsein. Metatheoretische Informationen zum Ideologiebegriff. Beltz Juventa, Weinheim 2020, ISBN 978-3-7799-6390-5.
- Reichtum, Macht und Ehre. (= Einstiege. Bd. 25). Westfälisches Dampfboot, Münster 2018, ISBN 978-3-89691-097-4.
- Zur Philosophie des Gesellschaftsbegriffs. Studien über eine undurchsichtige Kategorie. Beltz Juventa, Weinheim 2017, ISBN 978-3-7799-3744-9.
- Summa Dialectica. Ein Lehrbuch zur Dialektik. Beltz Juventa, Weinheim 2017, ISBN 978-3-7799-3677-0.
- Themen und Thesen kritischer Gesellschaftstheorie. Ein Kompendium. Beltz Juventa, Weinheim 2014, ISBN 978-3-7799-2945-1.
- Gerechtigkeit, Gleichheit, Freiheit und Vernunft. Über vier Grundbegriffe der politischen Philosophie. Springer VS, Wiesbaden 2013, ISBN 978-3-658-00558-0.
- Theorie praktischer Probleme. Marginalien zum Gemeinspruch: „Das mag in der Theorie richtig sein, taugt aber nicht für die Praxis“. VS Verlag für Sozialwissenschaften, Wiesbaden 2012, ISBN 978-3-531-18733-4.
- Moderne Dialektik und die Dialektik der Moderne. Verlags-Haus Monsenstein und Vannerdat, Münster 2011, ISBN 978-3-86991-428-2.
- Dialektische Argumentationsfiguren in Philosophie und Soziologie. Hegels Logik und die Sozialwissenschaften. Verlags-Haus Monsenstein und Vannerdat, Münster 2008, ISBN 978-3-86582-748-7.
- Sozialphilosophie und Gesellschaftstheorie. Westfälisches Dampfboot, Münster 2004, ISBN 3-89691-577-0.
- Soziologie des Individuums. Eine Einführung. Wissenschaftliche Buchgesellschaft, Darmstadt 2001, ISBN 3-534-13391-9.
- Gesellschaft. Ein unergründlicher Grundbegriff der Soziologie. Campus-Verlag, Frankfurt am Main u. a. 2000, ISBN 3-593-36611-8.
- Soziale Klassen (= Einstiege. Bd. 8). Westfälisches Dampfboot, Münster 1998, ISBN 3-89691-692-0.
- Gerechtigkeit und Gleichheit (= Einstiege. Bd. 1). Westfälisches Dampfboot, Münster 1997, ISBN 3-89691-699-8.
- Kleines Lehrbuch zur Dialektik. Primus-Verlag, Darmstadt 1997, ISBN 3-89678-040-9.
- Einführung in die Logik der Sozialwissenschaften. Westfälisches Dampfboot, Münster 1996, ISBN 3-929586-74-6.
- Der Kampf um das Surplusprodukt. Einführung in den klassischen Klassenbegriff. Campus-Verlag, Frankfurt am Main u. a. 1988, ISBN 3-593-33993-5.
- zusammen mit Egon Becker: Grundzüge sozialwissenschaftlich-statistischer Argumentation. Eine Einführung in statistische Methoden (= UTB Bd. 26). Westdeutscher Verlag, Opladen 1971, ISBN 3-531-11050-0.
- Erkenntnistheorie, Soziologie und Empirie. Linksdruck, Frankfurt am Main 1971.
- Handlungstheorie und Freiheitsantinomie (= Soziologische Abhandlungen. Bd. 6, ISSN 0584-6048). Duncker & Humblot, Berlin 1966 (Berlin, Universität, Dissertation, vom 7. Februar 1966).